# Media-f generalizada
Una f-media generalizada o media cuasi-aritmética es una generalización del concepto de media que generaliza tanto a la media aritmética, como la media geométrica, la media cuadrática o la media armónica, por medio de una función {\displaystyle f}.
También recibe el nombre de media de Kolmogorov en honor al científico ruso Andrey Kolmogorov.

## Definición
Sea una función {\displaystyle f:I\to \mathbb {R} } que es continua e inyectiva entonces se define la f-media de dos números como:

{\displaystyle x_{1},x_{2}\in I,} como {\displaystyle M_{f}(x_{1},x_{2})=f^{-1}\left({\frac {f(x_{1})+f(x_{2})}{2}}\right)}

Para n números:

{\displaystyle x_{1},\dots ,x_{n}\in I}, su f-media es {\displaystyle M_{f}x=f^{-1}\left({\frac {f(x_{1})+\cdots +f(x_{n})}{n}}\right)}

La f-media está bien definida gracias a que se ha requerido que f sea inyectiva para asegurar que existe la función inversa {\displaystyle f^{-1}}. Además puesto que {\displaystyle f} está definida en un intervalo, {\displaystyle {\frac {f\left(x_{1}\right)+f\left(x_{2}\right)}{2}}} estará en el dominio de {\displaystyle f^{-1}}.
Puesto que f es inyectiva y continua, se deduce que f es estrictamente monótona, y por tanto que la f-media está entre el máximo y el mínimo del conjunto de datos:

{\displaystyle \min\{x_{1},x_{2},\dots x_{n}\}\leq f^{-1}\left({{\frac {1}{n}}\cdot \sum _{i=1}^{n}{f(x_{i})}}\right)\leq \max\{x_{1},x_{2},\dots x_{n}\}}